# Clinoferrosilite
La clinoferrosilite (simbolo IMA: Cfs) è un minerale ed è un raro inosilicato del gruppo del pirosseno con composizione chimica idealizzata Fe2+2Si2O6.

## Etimologia e storia
Il primo iperstene ricco di ferro fu trovato a Vittinki vicino a Seinäjoki in Finlandia e descritto da M. Saxen nel 1925. Il nome ferrosilite per il ferro (ferro) metasilicato (silite) FeSiO3 fu introdotto da Henry Stephens Washington nel 1932. Nello stesso anno, Norman Levi Bowen e John Frank Schairer pubblicarono il loro studio sui composti FeO-SiO2 a pressione ambiente e dimostrarono che la ferrosilite non è un composto stabile nelle condizioni studiate. Ulteriori indagini di Bowen e Posnjak a conferma di ciò erano state appena pubblicate, quando Bowen identificò cristalli monoclini con le proprietà ottiche della ferrosilite pura in un'ossidiana del lago Naivasha in Kenya alla fine del 1935. Poiché era la forma monoclina della ferrosilite, suggerì il nome clinoferrosilite. Una determinazione diretta della struttura e della composizione di questi cristalli molto piccoli non era fattibile con le possibilità analitiche degli anni '30, e così ci volle fino al 1965 perché l'esistenza di questo clinopirosseno fosse confermata da M.G. Bown a Cambridge. Successive indagini sperimentali hanno dimostrato che le clinoferrosiliti delle ossidiane sono formazioni metastabili.

## Classificazione
Nella classificazione strutturale dell'Associazione Mineralogica Internazionale (IMA), la clinoferrosilite appartiene ai magnesio-ferro-pirosseni (Mg-Fe-pirosseni) nel gruppo del pirosseno, insieme a enstatite, protoenstatite, clinoenstatite, ferrosilite e pigeonite.
Nell'obsoleta, ma ancora in uso, 8ª edizione della sistematica minerale secondo Strunz, la clinoferrosilite apparteneva alla classe degli "inosilicati", dove insieme a clinoenstatite, pigeonite e clinoiperstene (successivamente invalidata dall'IMA), formava la "serie clinoenstatite" con il sistema nº VIII/D.01a all'interno del gruppo dei "clinopirosseni".
Nella Sistematica dei lapis (Lapis-Systematik) secondo Stefan Weiß, che è stata rivista e aggiornata l'ultima volta nel 2018 e che si basa ancora su questa vecchia forma della sistematica di Strunz per considerazione dei collezionisti privati e delle collezioni istituzionali, al minerale è stato assegnato il sistema e al minerale nº VIII/F.01-020. In tale Sistematica ciò corrisponde anche al reparto "Silicati a catena e a nastro", dove la clinoferrosilite insieme a egirina, egirina-augite, augite, davisite, diopside, esseneite, grossmanite, hedenbergite, giadeite, jervisite, johannsenite, kanoite, clinoenstatite, cosmocloro, kushiroite, namansilite, natalyite, omfacite, petedunnite, pigeonite, spodumene, tissintite forma il gruppo dei "clinopirosseni" con il sistema nº VIII/F.01.
La 9ª edizione della sistematica minerale di Strunz, che è stata aggiornata l'ultima volta dall'Associazione MIneralogica Internazionale (IMA) nel 2024, classifica la clinoferrosilite nella classe "9. Silicati (germanati)" e lì nella sottoclasse dei "9.D Inosilicati". Tuttavia, questa è ulteriormente suddivisa in base alla struttura delle catene silicee e all'affiliazione a famiglie di minerali più grandi, in modo che il minerale sia classificato in base alla sua composizione e struttura nella suddivisione "9.DA Inosilicati con catene singole di periodo 2, Si2O6; famiglia del pirosseno", dove insieme a kanoite, clinoenstatite e pigeonite forma il sistema nº 9.DA.10.
Anche la classificazione dei minerali secondo Dana, utilizzata principalmente nel mondo anglosassone, classifica la clinoferrosilite nella classe dei "silicati e germanati" e lì nella sottoclasse dei "minerali inosilicati". Qui si trova insieme a clinoenstatite, kanoite e pigeonite nel gruppo dei "clinopirosseni P2/c" con il sistema nº 65.01.01 all'interno della sottosezione "Inosilicati: catene semplici non ramificate, W=1 con catene P=2".

## Chimica
La clinoferrosilite ha la composizione idealizzata [M2]Fe2+[M1]Fe2+[T]Si2O6 ed è l'analogo del ferro della clinoenstatite ([M2]Mg[M1]Mg[T]Si2O6), dove [M2], [M1] e [T] sono le posizioni nella struttura del pirosseno.
La clinoferrosilite forma una serie completa di cristalli misti con la clinoenstatite secondo la seguente reazione di scambio:
- {\displaystyle \mathrm {^{[M1,2]}Fe^{2+}=^{[M1,2]}Mg^{2+}} } (clinoenstatite).

Clinoferrosilite è il termine usato per descrivere tutti i cristalli misti clinoenstatite-clinoferrosilite con più del 50% di Fe2+ nelle posizioni ottaedriche M1 e M2, per cui i composti ricchi di ferro di questa serie di miscele sono stabili solo ad alta pressione (> ~10 kBar).
La clinoferrosilite studiata da Bowen nel 1935 e da Bown nel 1965 contiene ~5 mol% di kanoite, corrispondente alla reazione di scambio:
- {\displaystyle \mathrm {^{[M1,2]}Fe^{2+}=^{[M1,2]}Mn^{2+}} } (kanoite).

## Abito cristallino
La clinoferrosilite cristallizza nel sistema monoclino nel gruppo spaziale P21/c (gruppo nº 14) con 4 unità di formula per cella unitaria. Il termine finale sintetico ha i parametri del reticolo a = 9,7075(5) Å, b = 9,0807(4)Å, c = 5,2347(5)Å e β=108,46°.
La struttura è quella del clinopirosseno. Il silicio (Si4+) occupa le posizioni {\displaystyle {\ce {T}}}, che sono tetraedriche circondate da 4 ioni ossigeno, e il ferro (Fe2+) ottaedrico le posizioni {\displaystyle {\ce {M1}}} e {\displaystyle {\ce {M2}}}, che sono ottaedriche circondate da 6 ioni ossigeno.

## Modificazioni e varietà
Il composto FeSiO3 è polimorfo e può presentarsi con diversi tipi di struttura e simmetrie.

### Pirosseni
La clinoferrosilite si riferisce a FeSiO3 con struttura pirossenica e simmetria monoclina nel gruppo spaziale P21/c (nº 14) ed è stabile ad alta pressione tra ~1 GPa e ~5 GPa e temperature inferiori a 800 °C. Ad alte pressioni di ~1,8 GPa a 20 °C o 4-5 GPa a 800 °C, la simmetria cambia e la clinoferrosilite si trova nella struttura dell'augite con il gruppo spaziale C2/c (nº 15). Anche la ferrosilite ortorombica si trasforma in questa struttura a temperature superiori a ~800-1200 °C e pressioni superiori a ~4-7 GPa.
A pressioni estremamente elevate, superiori a 30-36 GPa, la clinoferrosilite con simmetria C2/c si trasforma in una nuova struttura con il gruppo spaziale P21/c (nº 14), che è caratterizzato da una parziale coordinazione ottaedrica del silicio. Come nella stishovite, per esempio, modificata ad alta pressione e dove il silicio è circondato da 6 invece dei normali 4 ossigeni.
Al di sopra di 800 °C, la clinoferrosilite si trasforma in ferrosilite con simmetria ortorombica nel gruppo spaziale Pbca (nº 61) e la struttura del pirosseno enstatite.

### Pirossenoidi
A temperature superiori a 1000 °C, FeSiO3 è presente come inosilicato a catena singola con sistema triclino e con periodicità 9 (ferrosilite III). È stato sintetizzato a 2 GPa e 1250 °C.
Anche il silicato non ramificato a sette catene pirossiferroite ha la composizione nominale FeSiO3, ma contiene sempre piccole quantità di manganese e calcio.

## Origine e giacitura
La clinoferrosilite pura è stabile a pressioni medio-alte e si degrada al di sotto di ~10 kBar in fayalite (Fe2SiO4) e quarzo (SiO2). L'incorporazione di magnesio o manganese aumenta l'intervallo di stabilità della ferrosilite e della clinoferrosilite rispettivamente a temperature più elevate e pressioni più basse. L'incorporazione di calcio o alluminio favorisce la formazione di clinoferrosilite invece che di ferrosilite.
La clinoferrosilite si forma spesso metastabilmente al di fuori di questo intervallo di stabilità. Ad esempio, la prima descrizione proviene da un'ossidiana del lago Naivasha in Kenya, dove si trova accociato con anortoclasio, cristobalite, magnetite, fayalite e biotite in un'ossidiana riolitica. La località tipo è l'ossidiana della scogliera di ossidiana nella contea di Park, nel Wyoming (Stati Uniti).

## Forma in cui si presenta in natura
La clinoferrosilite forma cristalli aghiformi di dimensioni inferiori a un millimetro di dimensioni inferiori al beige pallido o verde.